# 圣巴多罗买大修院教堂
圣巴多罗买大修院教堂（Priory Church of St Bartholomew the Great），是一座圣公会教堂，位于伦敦市史密斯菲爾德，1123年建立时是一座奥斯定会修道院。

## 历史
这座教堂拥有伦敦最显著的诺曼风格的内部。它是由圣保罗座堂神职人员，后来的奥斯定会修士华西亚兴建于1123年，据说他是为了感恩而建立教堂，因为他从发烧中奇迹般的恢复。此后该教堂就以疗效而闻名，在每年8月24日的巴多罗买日，病人充满它的每个走道。
该教堂最初是修道院的一部分，毗邻圣巴多罗买医院。

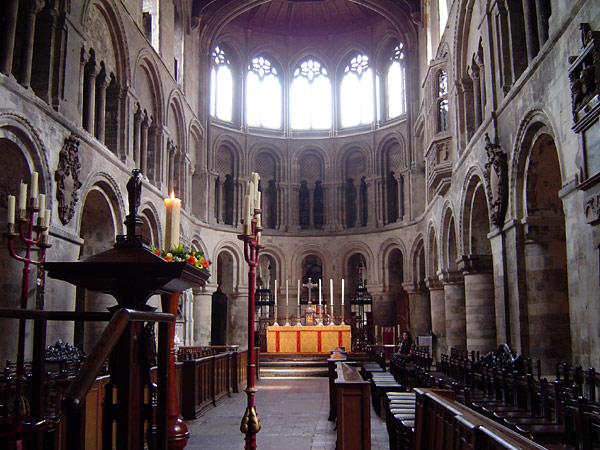
内部